# Pic de Racó Petit
El Pic de Racó Petit és una muntanya de 2.782 m alt situada en un contrafort nord de l'eix de la serralada principal dels Pirineus, en el terme comunal de Fontpedrosa, de la comarca del Conflent, a la Catalunya del Nord.
Està situat al centre de la part meridional de la comuna de Fontpedrosa, a la carena que separa les valls de la Riberola, al nord-oest, i del Torrent de Carançà, al sud-est. És al nord-est del Pic de Racó Gros i al sud-oest del Pic de Monellet.